# Willem Molijn
Willem Hendrik Molijn  (ur. 20 lipca 1874 w Utrechcie, zm. 9 czerwca 1957 w Hadze) – holenderski szermierz, uczestnik igrzysk olimpijskich.
Molijn wziął udział w jednych igrzyskach olimpijskich. W 1912 roku podczas V Letnich Igrzysk Olimpijskich w Sztokholmie wziął udział w indywidualnym turnieju szpadzistów. W rundzie eliminacyjnej walczył z reprezentantami z Grecji, Cesarstwa Niemieckiego, Danii, Czech i Wielkiej Brytanii. Przegrał wszystkie pięć walk i odpadł z dalszej części turnieju.